# Guaynaa
Guaynaa, pseudonimo di Jean Carlos Santiago Pérez (Caguas, 16 settembre 1992), è un rapper e cantante portoricano.

## Biografia

### Esordi,BRB Be Right Back(2015-2020)
Nato da madre cubana e padre portoricano, prima di intraprendere la carriera musicale Pérez lavora come venditore di telefoni e intraprende studi universitari con lo scopo di diventare un ingegnere petrolchimico. Nel 2015 pubblica il doppio singolo La pista está fea/Mothafoca: tale pubblicazione viene lanciata sul mercato con lo pseudonimo di Janko El Guayna, successivamente modificato in Guaynaa. Nel 2017 ottiene una certa rilevanza con il brano Maria Freestyle, il quale affronta la tematica dei danni provocati a Porto Rico dall'uragano Maria. Pubblica successivamente il singolo Pirateando.
Nel 2018 ottiene un riscontro commerciale internazionale con il secondo singolo Rebota, il quale viene certificato quattro volte platino dalla federazione latina della RIAA per le sue vendite su suolo statunitense. In seguito a questo successo commerciale, Guaynaa firma un contratto discografico con Universal Music Latino e Republic Records. Un remix di Rebota in collaborazione con Becky G, Nicky Jam e Farruko viene pubblicato l'anno seguente, ottenendo un altro disco di platino dalla RIAA Latin e un disco d'oro in Spagna. In seguito al conseguimento di altri tre dischi di platino in USA grazie ai singoli Tra tra tra (Remix) e Chicharrón, nel 2018 pubblica il suo EP di debutto BRB Be Right Back, il quale viene certificato oro dalla federazione latina della RIAA.
Continua successivamente a pubblicare diversi singoli, ottenendo un disco di platino in Messico con Imposible amor e soprattutto un forte successo internazionale con i singoli del 2020 Se te nota e Chica ideal, in collaborazione rispettivamente con Lele Pons e Sebastian Yatra. Sempre nel 2020 vince un Heat Latin Award nella categoria "miglior promessa musicale" e ottiene una nomination ai Latin Grammy nella categoria "miglior performance raggaeton" per il brano Chicharrón.

### La República(2021-presente)
Nel 2021 Guaynaa pubblica vari singoli e collaborazioni con altri artisti, duettando fra gli altri con Lola Indigo e Gloria Trevi. Sempre nel 2021 pubblica il suo album d'esordio La república, per poi ricevere una nomination agli MTV Europe Music Awards nella categoria Best Carribean Act. Nel 2022 collabora nuovamente con Becky G nel brano Tajin.

## Stile e influenze musicali
Lo pseudonimo Guaynaa deriva dalla parola "guaynabito", termine dispregiativo con cui viene solitamente indicata una persona appartenente al ceto medio del Guaynabo. Nonostante non provenga da tale posto, l'artista ha adottato questo nome d'arte in maniera "ironica" per via del suo sentirsi "reggaeton dentro e chic fuori".
Lo stile umoristico dei suoi testi e i ritmi dei suoi brani hanno generato paragoni con artisti come DJ Blass, Residente, Daddy Yankee, Calle 13 e Wisin & Yandel. Per quanto riguarda le sue influenze effettive, l'artista ha dichiarato di essere cresciuto ascoltando vari stili di musica, dalla salsa al merengue, citando Elvis Crespo e Charlie Zaa come esempi di cantanti ascoltati durante l'infanzia e l'adolescenza.

## Vita privata
Dal dicembre 2020 è fidanzato con la cantante, youtuber e attrice Lele Pons con cui si è sposato il 4 marzo 2023.

## Discografia

### Album in studio
- 2021 – La república
- 2023 – Capitulaciones (con Lele Pons)

### EP
- 2020 – BRB Be Right Back

### Singoli
- 2015 – La pista está fea/Mothafoca
- 2017 – María Freestyle
- 2018 – Pirateando
- 2018 – Rebota
- 2019 – La stripper
- 2019 – Mi leona (con Nejo)
- 2019 – Machuqueo (con Paulino Rey e Brray feat.Chris Wandell)
- 2019 – Bagalù (con RKZ)
- 2019 – Tra tra tra (Remix) (con Ghetto Kids featuring Mad Fuentes)
- 2019 – Rebota (Remix) (con Nicky Jam e Farruko feat. Becky G e Sech)
- 2019 – Chicharrón (feat. Cauty)
- 2019 – Buyaka
- 2019 – Dame bien (con Mala Rodríguez feat. Big Freedia)
- 2019 – Plata ta ta (con Mon Laferte)
- 2019 – Full Moon (con Yandel)
- 2020 – Taxi (con Mariah Angeliq)
- 2020 – Rompe rodillas
- 2020 – Perreo intenso (con Ankhal e Farruko feat Kevvo)
- 2020 – Imposible amor (con Matisse)
- 2020 – Acompáñame (con Catalyna e Yandel)
- 2020 – Mera
- 2020 – Esta electricidad (es real) (con Camila Moreno)
- 2020 – Agachaito (con Young Hollywood e Sensato feat. Quimico Ultra Mega)
- 2020 – Se te nota (con Lele Pons)
- 2020 – Chama (con Lyanno)
- 2020 – Chica ideal (con Sebastián Yatra)
- 2021 – Tu Besos (con Natalie Perez)
- 2021 – Monterrey (con Pain Digital)
- 2021 – Demente (con Chunga)
- 2021 – Calle (con Lola Índigo e Cauty)
- 2021 – Cumbia a la gente (con Los Ángeles Azules)
- 2021 – Nos volvimos locos (con Gloria Trevi)